# Búzaszentelés

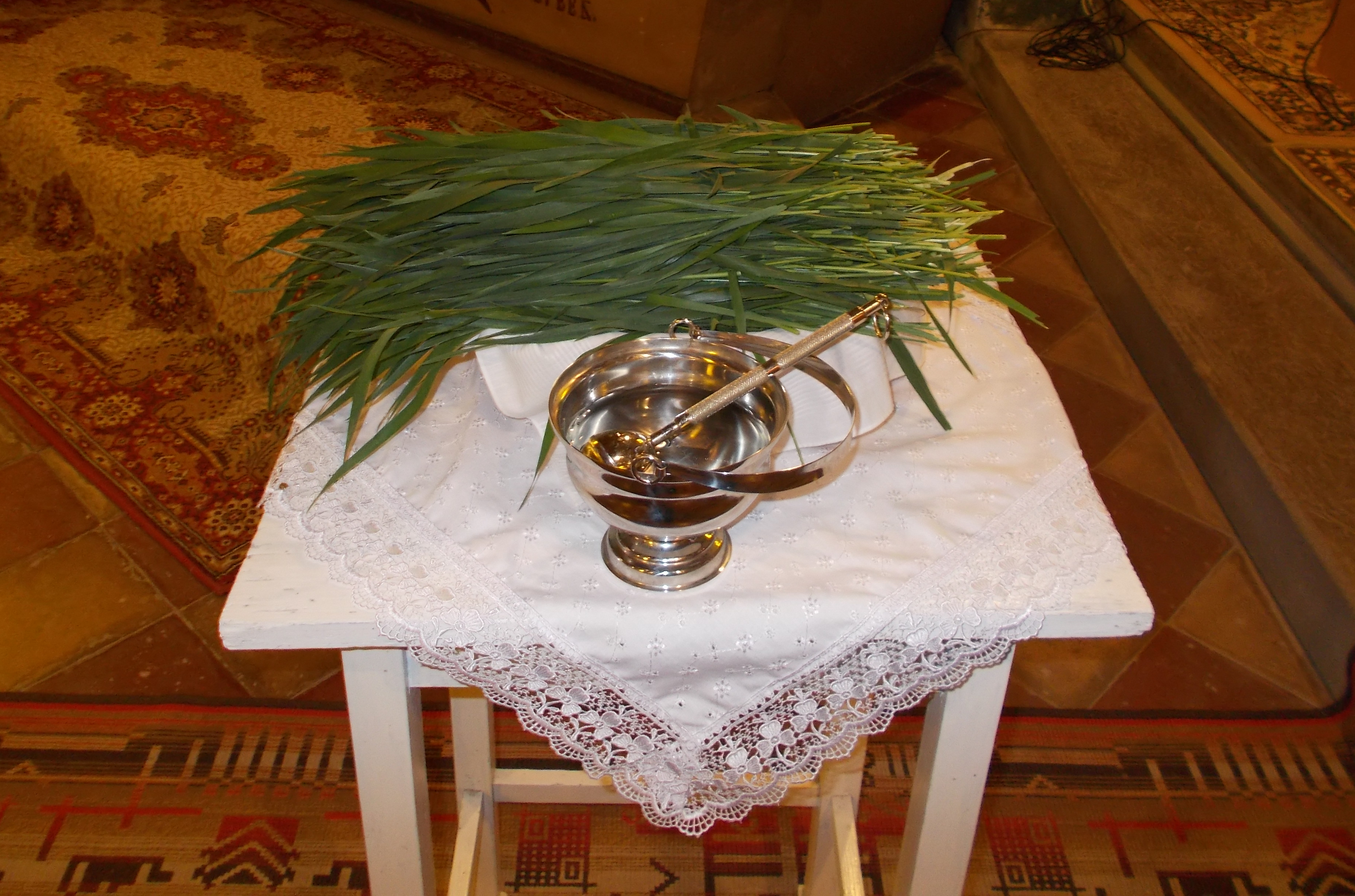
Szentelésre előkészített búza a sajónémeti templomban

A búzaszentelés (latin litaniae maiores, vagyis "nagyobb könyörgés") a határ, a búza- és gabonaföldek megáldása a keresztény liturgiákban, pogány eredetű népszokás. A római katolikusoknál a népszokás napja Szent Márk napja (április 25.) vagy egy ehhez közel eső nap, a bizánci szertartásban április 23.
A római katolikusok búzaszentelő körmenetet tartanak a vetés megáldásáért, a jó termésért és a természeti csapások elhárításáért. Bár a körmenet neve búzaszentelő, a vetés minden fajtáját, a fákat és szőlőket is megáldották ilyenkor.
Szent Márk napján tartották, de magának a szertartásnak nincs kapcsolata Szent Márk ünnepével.
A hagyomány szerint a búzaszentelő körmenetet Libériusz pápa rendelte el a 4. század közepén és a pogány Robigalia (vagy ambarvalia=körmenet a mezőre) ünnepet váltotta ki a keresztények közt. Tudjuk azt is, hogy Nagy Szent Gergely idején Rómában milyen útvonalon rendezték a körmenetet. Ez megegyezett az ambarvalia felvonulásának útvonalával. (A Robigalia könyörgő körmenete a Via Flaminiáról indult Robigus isten berkéhez (robigo = ’gabonarozsda’), ahol tömjént, bort, kutya és birka beleit áldozták fel Robigusnak.)
A Magyar Katolikus Püspöki Kar hivatalosan évente négy könyörgő napot ír elő, ezek közül az egyik a búzaszentelés. ( A másik három: január 1. a világbékéért, farsang vasárnapja a világ éhezőiért és augusztus utolsó vasárnapja hálaadás a termés betakarításáért).
Nyugat-Európa országaiból ezután a 9. században bukkan fel az írott forrásokban.

## Magyarországon
A búzaszentelő körmenetek Magyarországon középkori eredetűek, nem tudni, pontosan mikor honosodott meg a szokás, de vélhetően igen korán.
Az ismert időkben a körmenet a plébániatemplomtól indult a mezőkre. A menet a mindenszentek litániáját énekli, máig. A szertartás helyére érve a határban a pap megáldotta a mezőket, majd a körmenet visszatért a templomba.

### Az üldözés időszaka
A búzaszentelés, mint általában a körmenetek a kommunista hatalomátvétel után visszaszorult, hiszen a hatalom a nem hívők vagy ingadozók számára láthatatlan helyen, a templomokban akarta tartani a vallást és főleg annak demonstratív megnyilvánulásait, amilyen a körmenet. Ez a búzaszentelésre is vonatkozott, mint egy olyan vallásos szokásra, amely nem felelt meg a hatalom agrárideológiájának.
A Magyar katolikus lexikon szerint 1948 után a búzaszentelő körmenet csupán néhány észak-magyarországi falura korlátozódott, papok anekdotikus beszámolói szerint azonban több helyen továbbélt a falvakban, akkor is, ha csak a templomokra korlátozódott, vagy a templomok közvetlen környékére.
A II. vatikáni zsinat szabályai szerint a búzaszentelő körmenetet a templomokban végzik, ahol a pap a mezőről hozott, vagy csíráztatott búzát áld meg (korábban sok helyen rozsot is használtak erre a célra). Sok helyen azonban ma is (2006) a szabadban végzik.

### Hozzá kötődő magyar hagyományok
Búzaszentelést sok helyen nem csak a körmenet hivatalos idejében végeznek, a bánáti magyaroknál például Péter-Pál napján.
A körmenetben a templomi zászlókra és keresztekre a hívek búzakoszorúkat fontak a templomi zászlókra és a keresztekre és ezekből sokan haza is vittek néhány szálat. A szertartás közben tépett gabonaszálaknak a néphagyomány szentelményi erőt tulajdonít. A Márk napi búzakoszorú gyógyításra való felhasználásáról már a 17. századból vannak feljegyzések. (Ennek nagyon sok változata ismert. Például volt, hogy a búzakoszorút a beteg feje alá tették. A bukovinai székelyek a megszentelt búza főzetét lábfájás ellen tartották jó orvosságnak.)
Az asszonyok a szentelt búzát imakönyvükben tartották, a férfiak kalapjuk mellé tűzték. Tápén a szentelés alatt koszorúkat készítettek a búzából, melyeket a templomi zászlóra, keresztekre helyeztek, majd nyolc nap után levették, és a szántóföld négy sarkába helyezték jégverés ellen. Kenyérsütéskor még a 20. század elején is (lehet, hogy még később is) sok helyen a búzából néhány szálat a kenyérkovászba tettek, volt ahol a teába főzték.
A palócok, vagy a völgységiek még a jószágnak is adtak belőle. Almágyon, a Medvesalján a tyúkok, kacsák elé szórták. Pereszlényben, ahol a pap a négy égtáj felé hintette a szenteltvizet, onnan egy maroknyi földet vittek haza és elhintették a méhek előtt, hogy a raj ne menjen el.
A magyar területeken sokfelé volt szokás, hogy a szentelt búzát a vetőmaghoz keverték, viharban a tűzre vetették, vagy az eresz alá dugták.
A muravidékiek szerint Szent Márk napján: „Ha megszólal a pacsirta, a béka, jó termést várhatsz, ellenben, ha hallgat a fülemüle, akkor változékony lesz a tavasz.”
A hagyományosan berendezett parasztszobákban néhol ma is megtalálható a szentképek mögé tűzött szentelt búzaszál.

## A búzaszentelő ének
A szertartást a pap és a hívek a négy égtáj felé fordulva végezték.
Búzaszentelő ének (a liturgia sorrendjében a pap és a hívek szövegei és az evangélium nélkül):
- Észak felé:

Aki gondolsz a madárra,
Köntöst adsz a kis virágra,
Kegyes szemed legyen rajtunk,
Tebenned van bizodalmunk.
Téli fagyban, hóban, jégben,
Te vagy minden reménységem.
Jön a tavasz, az új élet,
Abban minden újra éled.
- Kelet felé:

Te, ki hinted Igéd magvát,
Kemény szívünk alakítsd át,
Vesd el benne szent Igédet,
Abból fakad örök élet.
Itt a tavasz, fák rügyeznek,
Áldd meg a mi vetésünket.
Búzánk, árpánk aratásra,
Hadd szökjön fel dúsan szárba.
- Dél felé:

Kik bajukkal Hozzád futnak,
Segítségért folyamodnak,
Nem szenvednek ők szükséget,
Mindig érzik segítséged.
Ha velünk az Úr áldása,
nincs gondunk az aratásra,
Százszoros lesz a termésünk,
Áldj meg urunk, erre kérünk.
- Nyugat felé:

Úr Jézus, ki azt hirdetted:
Ki veled tart, el nem veszhet.
Erősítsd meg gyenge lelkünk,
Örök tűzre ne kerüljünk.
Ősi vihar hogyha kerget,
Nyugtot szívünk nálad lelhet,
Édes Jézus, kérünk szépen:
Áldd meg munkánk egész évben.